# Grasbahnrennen

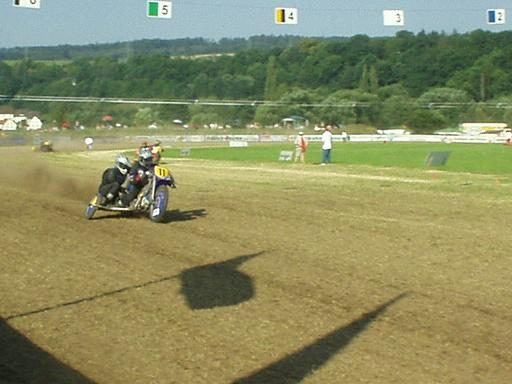
Grasbahn, Seitenwagen in Melsungen

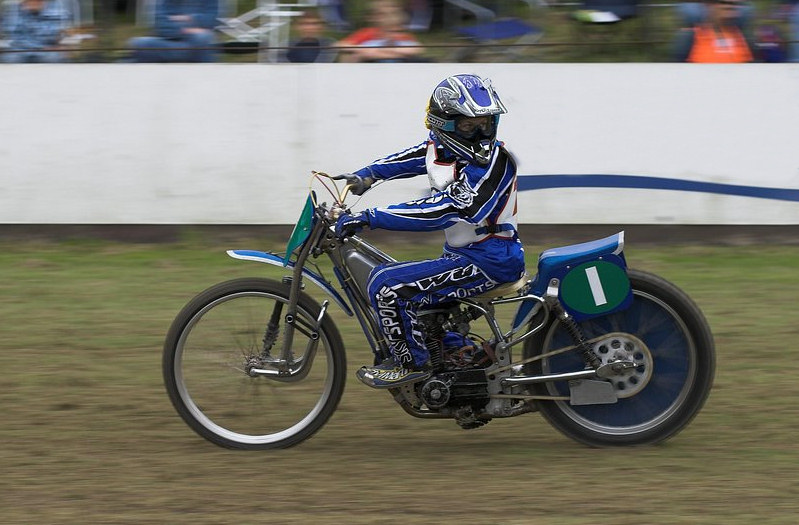
Grasbahnrennen auf dem Leineweberring in Bielefeld

Grasbahnrennen gehören zum Bahnsport. Die Motorräder sind denen des Speedway ähnlich, sind aber (wie bei Langbahnrennen) mit einem Zweiganggetriebe und Hinterradfederung ausgestattet. Die Strecke besteht im Gegensatz zur Sandbahn des Speedways aus einer relativ stabilen Grasnarbe und ist normalerweise länger als eine Sandbahnstrecke, ansonsten aber – auch von den Sicherheitsvorkehrungen her – meist wie die Sandbahn angelegt. In der Regel bestehen Grasbahnen also aus zwei langen Geraden und zwei Kurven, einem einfachen Oval. Ein Beispiel für eine etwas andere Grasbahnstrecke, eine eher hügelige und kurvenreiche, ist der Teterower Bergring, die größte Grasbahn Europas. Eine Bahn im Oval war die Ruhrtal-Bahn in Holzwickede.
Die ersten Grasbahnrennen wurden in Großbritannien bereits 1920 durchgeführt. Damit ist der Grasbahnsport eine der ältesten Formen des modernen Motorrad-Bahnsports. 
Grasbahnrennen sind Speedwayrennen nicht nur im Hinblick auf ihre Strecke ähnlich. Ebenso wie im Speedway werden Rennen üblicherweise über vier Runden gefahren und es wird aus dem Stand gestartet. Allerdings gibt es mehr Teilnehmer pro Rennen als bei Sandbahnveranstaltungen, bei denen nur vier Fahrer in einem Lauf starten dürfen. Außerdem erlauben die längeren Geraden der Grasbahn höhere Geschwindigkeiten.
Es gibt drei verschiedene Individualklassen, nach dem Hubraum, ähnlich wie bei der Motorradweltmeisterschaft: 250 cm³, 350 cm³ und 500 cm³. Außerdem wird noch mit Seitenwagengespannen gefahren. Die Grasbahnsaison beginnt im Frühjahr und endet im Herbst. 

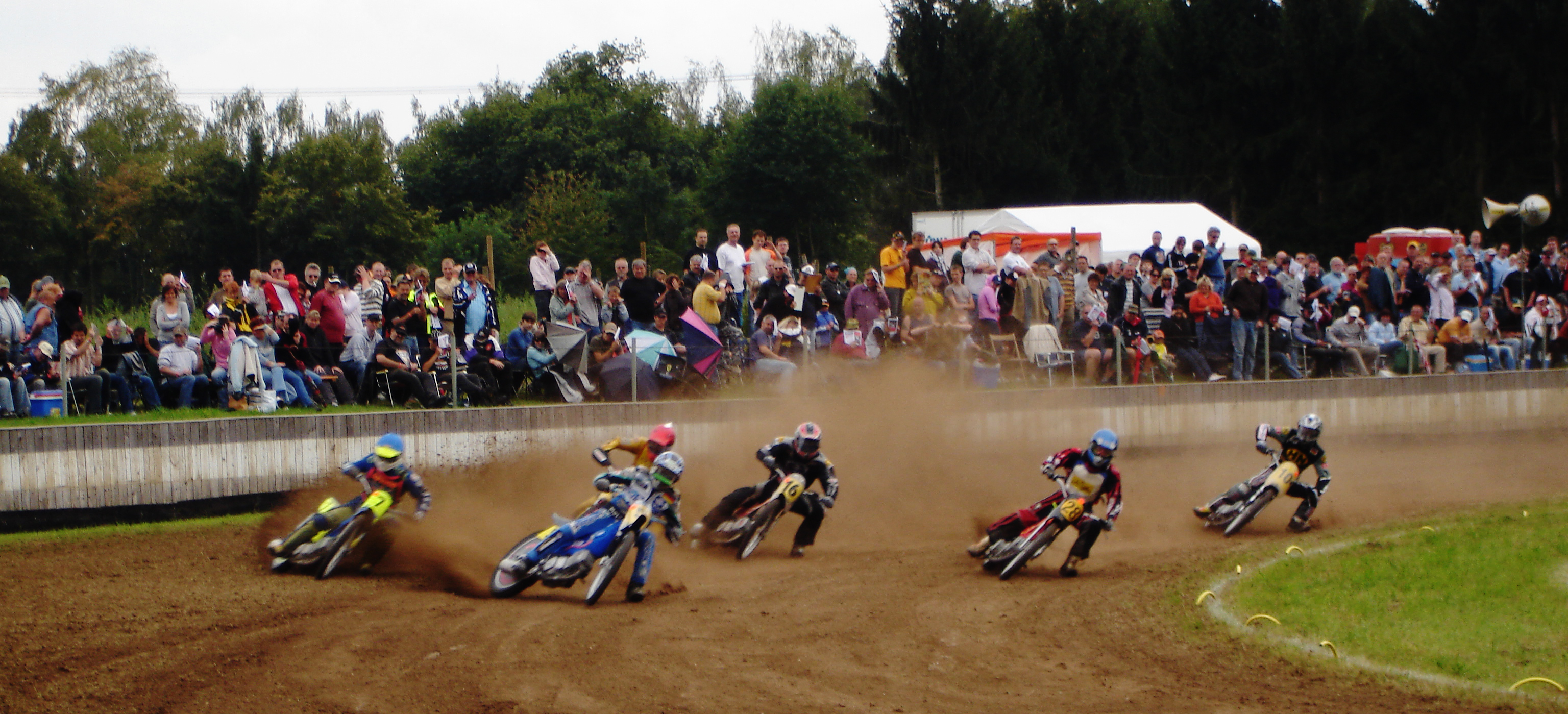
Grasbahnrennen Klein-Krotzenburg 2007; nach vielen Rennläufen ist von der Grasnarbe nicht viel übrig.

Grasbahnrennen sind eng verwandt mit Speedway und Langbahnrennen, für die sogar eigene Weltmeisterschaften ausgefahren werden. Es werden die gleichen Motorräder mit dem gleichen Setup benutzt, auch die Regeln sind gleich, die einzigen Unterschiede sind der Belag der Bahnen und die Länge. Während der Belag bei Grasbahnen eine Grasnarbe auf dem Erdboden ist, haben Sandbahnen einen ähnlichen Belag wie Speedwaybahnen. Langbahnen können Gras- oder Sandbahnen sein. Die Längen sind sehr unterschiedlich und reichen von etwa 450 bis zu mehr als 1.200 Metern.
Der wichtigste Wettbewerb im Grasbahnsport sind die Grasbahn-Europameisterschaften. Die Zuständigkeit für das Regelwerk liegt bei der Fédération Internationale de Motocyclisme (FIM).